# Utta Danella
Utta Danella (Lipsia, 18 giugno 1920 – Monaco di Baviera, luglio 2015) è stata una scrittrice tedesca.

## Biografia
Nota per le sue opere melodrammatiche, ha scritto oltre 40 libri in tedesco e venduto circa 70 milioni di copie, rendendola una delle autrici di maggior successo commerciale in Germania. Sposatasi nel 1950 con Hermann Schneider, viveva a Monaco di Baviera. Molti dei suoi libri sono stati trasposti in film e serie televisive.

## Opere
- Alle Sterne vom Himmel (1956)
- Regina auf den Stufen (1957)
- Die Frauen der Talliens (1958)
- Alles Töchter aus guter Familie (1958)
- Un viaggio a Venezia (Die Reise nach Venedig) (1959)
- Stella del mattino (Stella Termogen oder Die Versuchungen der Jahre) (1960)
- Der Maulbeerbaum (1964)
- Adieu, Jean Claude (1965)
- Der Mond im See (1965)
- Dimentica se vuoi vivere (Vergiß, wenn du leben willst) (1966)
- Unter dem Zauberdach (1967)
- Quartett im September (1967)
- Jovana (1969)
- Niemandsland (1970)
- Tanz auf dem Regenbogen (1971)
- Der Schatten des Adlers (1971)
- Gestern oder Die Stunde nach Mitternacht (1971)
- Der blaue Vogel (1973)
- Die Hochzeit auf dem Lande (1975)
- Zwei Tage im April (1975)
- Der Sommer des glücklichen Narren (1976)
- Der dunkle Strom (1977)
- Die Tränen vom vergangenen Jahr (1978)
- Flutwelle (1980)
- Eine Heimat hat der Mensch (1981)
- Jacobs Frauen (1983)
- Die Jungfrau im Lavendel (1984)
- Die Unbesiegte (1986)
- Der schwarze Spiegel (1987)
- Das Hotel im Park (1989)
- Meine Freundin Elaine (1990)
- Ritratto di un uomo (Ein Bild von einem Mann) (1992)
- Wo hohe Türme sind (1993)
- Wolkentanz (1996)
- Die andere Eva (1998)
- Der Kuss des Apollo (2006)